# 1928 au Québec
Cet article traite des événements survenus en 1928 au Québec. 

## Événements

### Janvier
- 10 janvier : ouverture de la première session de la 17e législature (en)[1].
- 12 janvier : le premier ministre Louis-Alexandre Taschereau annonce la création d'une commission parlementaire sur les accidents de travail[2].
- 19 janvier : le député Maurice Duplessis prononce son premier discours à l'Assemblée législative[3].
- 23 janvier : une délégation de l'île d'Orléans présente une pétition à l'Assemblée législative demandant la construction d'un pont la reliant à la rive nord[4].
- 31 janvier : le discours du budget du trésorier Jacob Nicol énonce que les revenus ont été de 30 925 000 $ et les dépenses de 29 millions de dollars au cours de la présente année[1].

### Février
- 14 février : la Quebec Pulp, propriétaire des terres de Val-Jalbert, annonce la prochaine évacuation du village de ses habitants. Ceux-ci sont en chômage depuis la fermeture de l'usine en 1927[5].
- 20 février : l'échevin Oscar Auger remporte l'élection municipale de Québec par une majorité de 3 000 voix sur l'ancien maire Télesphore Simard[6].
- 23 février : une nouvelle motion sur le droit de vote des femmes est battue par 39 voix contre 11 à l'Assemblée législative[7].

### Mars
- 16 mars : inauguration des travaux de construction de l'immeuble devant abriter le siège social de la compagnie Bel Canada sur la côte de Beaver Hall à Montréal[8].
- 21 mars : la loi Galipeault sur les accidents de travail est votée. Elle oblige les compagnies privées à faire assurer leurs employés, leur fournissant ainsi une protection substantielle[9].
- 22 mars : le gouvernement Taschereau dépose un projet de loi interdisant aux enfants de moins de 16 ans d'entrer dans les salles de cinéma[10].
- 22 mars : la session est prorogée[11].

### Avril
- 2 avril : Camillien Houde remporte l'élection municipale et devient le nouveau maire de Montréal. Il a obtenu 20 000 voix de plus que son prédécesseur Médéric Martin[12].
- 19 avril : le compositeur français Maurice Ravel donne une prestation au Théâtre Saint-Denis [13].
- 24 avril : l'aviateur Charles Lindbergh, qui a été le premier à traverser l'Atlantique en avion l'an passé, est en visite à Québec. Il rencontre le premier ministre Taschereau, passe une nuit au Château Frontenac puis repart le lendemain[14].

### Mai
- 5 mai : inauguration du stade De Lorimier, nouveau domicile de l'équipe de baseball les Royaux de Montréal, qui font leur entrée dans la Ligue internationale de baseball[15].
- 25 mai : à la suite des pluies continuelles des dernières semaines, le niveau du lac Saint-Jean monte de plus de 20 pieds. Cette inondation, dont les cultivateurs mettent la responsabilité sur la Duke Price et ses barrages, sera plus tard dénommée la Tragédie du lac Saint-Jean[16].
- 29 mai : une digue de la Price Brothers se brise. L'eau continue de monter de plus belle au lac Saint-Jean. L'hôpital de Roberval est isolé. Saint-Félicien est entièrement inondé[17].
- 31 mai : vingt-neuf familles de Saint-Méthode sont évacuées. Le village est entièrement submergé[18].

### Juin
- 4 juin : l'eau commence finalement à baisser[16].
- 22 juin : une première automobile fait le trajet La Sarre-Québec en passant par le Témiscamingue[19].

### Juillet
- 3 juillet : Montréal achète la Montreal Water and Power Company qui possédait le réseau d'aqueducs de la ville[20].
- 14 juillet : Amédée Caron, fils de l'ancien ministre Joseph-Édouard Caron, est élu par acclamation lors de l'élection partielle des Îles-de-la-Madeleine. Il succède ainsi à son père comme député de la circonscription[21].

### Septembre
- 12 septembre : le Manoir Richelieu de Pointe-au-Pic est complètement rasé par un incendie. On évalue les pertes à 5 000 $[22].
- 15 septembre : la route faisant le tour de la Gaspésie (future route 132) est inaugurée[23].

### Octobre
- 14 octobre : le joueur de baseball Babe Ruth est en visite à Montréal où il participe à une joute hors concours au stade de Lorimier. Son coéquipier Lou Gehrig l'accompagne[24].
- 24 octobre : le candidat conservateur Camillien Houde remporte l'élection partielle de Sainte-Marie. Le candidat libéral Oscar Drouin est vainqueur dans Québec-est[25].

### Novembre
- 16 novembre : le premier ministre canadien Mackenzie King annonce la nomination de Lomer Gouin au poste de lieutenant-gouverneur du Québec[1].

### Décembre
- 20 décembre : le gouvernement Taschereau annonce la construction d'une prison pour femmes aux limités de Sainte-Foy et de Québec. Ce sera la future maison Gomin[26].

## Naissances
- Sylvio St-Amant (journaliste) († 15 août 1991)
- 3 janvier – Fabien Poulin (physicien et homme politique) († 7 mars 2005)
- 8 janvier – Gaston Miron (poète et éditeur) († 14 décembre 1996)
- 12 janvier – Philippe de Gaspé Beaubien (homme d'affaires) († 9 avril 2025)
- 25 janvier - Jérôme Choquette (homme politique) († 1er septembre 2017)
- 1er février - Denise Proulx (actrice) († 21 octobre 1993)
- 17 février - Marion Dewar (mairesse d'Ottawa) († 15 septembre 2008)
- 20 février - John Little (peintre) († 29 octobre 2024)
- 26 février - Monique Leyrac (chanteuse et actrice) († 15 décembre 2019)
- 27 février - René Gagnon  (peintre)  († 22 février 2022)
- 28 février - Yves Ryan (maire de Montréal-Nord) († 2 février 2014)
- 12 mars - Thérèse Lavoie-Roux (femme politique) († 31 janvier 2009)
- 16 mars - Jean Gérin-Lajoie (syndicaliste)  († 21 juillet 2020)
- 17 mars - 
  - Hélène Loiselle (actrice) († 7 août 2013)
  - André Chagnon (homme d'affaires et fondateur de Vidéotron) († 8 octobre 2022)
- 3 avril - 
  - Emmett Johns (intervenant social) († 13 janvier 2018)
  - Gérard Cadieux (hommes d'affaires et homme politique)  († 19 février 2004)
- 17 avril - Fabien Roy (homme d'affaires et homme politique) († 31 octobre 2023)
- 27 avril - Nive Voisine (historien et homme d'église) († 10 décembre 2023)
- 4 mai - Maynard Ferguson (chef d'orchestre de jazz) († 23 août 2006)
- 11 mai - Fernand Lindsay (promoteur de musique classique) († 17 mars 2009)
- 23 mai - Pauline Julien (chanteuse, également parolière) († 1er octobre 1998)
- 13 juin - Renée Morisset (pianiste et professeure) († 3 mai 2009)
- 24 juin - 
  - Jen Roger (chanteur) († 13 décembre 2016)
  - Jean Bienvenue (homme politique, avocat, juge) († 13 octobre 2018)
- 25 juin - Michel Brault (réalisateur et producteur de cinéma) († 21 septembre 2013)
- 27 juin - Gilles Cloutier (ingénieur et physicien) († 13 mai 2014)
- 31 juillet - Gilles Carle (réalisateur et producteur de cinéma) († 28 novembre 2009)
- 1er août - Charles Gonthier (juge) († 16 juillet 2009)
- 5 août - Heward Grafftey (avocat et homme politique) († 11 février 2010)
- 6 août - Roch La Salle (homme politique) († 20 août 2007)
- 11 août - Amulette Garneau (actrice) († 7 novembre 2008)
- 7 octobre - Raymond Lévesque (auteur - compositeur - interprète) († 15 février 2021)
- 27 octobre - Gilles Vigneault (auteur - compositeur - interprète)
- 30 octobre - Suzanne Langlois (actrice) († 18 décembre 2002)
- 1er novembre - Rita Letendre (peintre)  († 20 novembre 2021)
- 6 décembre - Janine Mignolet (actrice) († 3 mai 1994)

## Décès
- 3 février - Aram J. Pothier (premier canadien français à être un gouverneur de l'état américain de Rhode Island) (º 26 juillet 1854)
- 6 avril - Godfroy Langlois (homme politique) (º 26 décembre 1866)
- 30 mai - Georges Ball (homme politique) (º 11 septembre 1838)